# Зак, Иегошуа
Иегошу́а Зак (англ. Joshua Zak, ивр. יהושע זק‎, при рождении Йошуа-Зелиг Жак (Зак); 26 сентября 1929, Вильно, Польская Республика — 14 марта 2024, Хайфа, Израиль) — израильский физик-теоретик, профессор физического факультета Израильского технологического института.

## Биография
Учился в еврейской гимназии в Вильно. После того, как Советский Союз оккупировал Литву в результате германо-советского пакта о ненападении, преподавание на иврите больше не разрешалось, и Зак перешёл в советскую среднюю школу с обучением на идише. После нацистской оккупации в 1941 году оказался в Вильнюсском гетто, откуда в 1943 году в возрасте 15 лет был отправлен в трудовой лагерь, а в 16 лет его депортировали в концлагерь Штуттгоф. В начале 1945 года из-за приближения Красной Армии лагерь эвакуировали, а заключённых отправили маршем смерти на запад.
После освобождения Иегошуа Зак три года служил в советской армии, а вернувшись, в 19 лет, за два года прошёл всю школьную программу и, несмотря на разгар компании по борьбе с космополитизмом, получил по окончании школы серебряную медаль.
В 1953 году Зак выиграл чемпионат Литовской ССР на дистанции 1000 метров в одиночном разряде по гребле на байдарках.
В 1955 блестяще окончил Вильнюсский университет по специальности «физика» и поступил в аспирантуру в Ленинградском университете (научный руководитель Л. Э. Гуревич).

## Переезд в Израиль
В 1956 году первый секретарь ЦК Польской объединённой рабочей партии Владислав Гомулка добился проведения ряда реформ, что, в том числе, позволило евреям, родившимся в Польше, эмигрировать в Израиль. Зак и два его брата воспользовались этой возможностью, и марте 1957 года репатриировались в Польшу (в Варшаву), а в декабре того же года — в Израиль, поселившись в Хайфе.
В Израиле с 1958 года начал работать с профессором Натаном Розеном (одним из авторов парадокса Эйнштейна-Подольского-Розена). В 1963—1964 годах (по приглашению Бенджамина Лакса) и 1967—1968 годах был приглашённым учёным в Массачусетском технологическом институте, а в 1968—1969 годах — в Северо-Западном университете. В 1960 году прошёл постдокторантуру в Массачусетском технологическом институте и в 1964 вернулся в Технион, где в 1970 году стал профессором на кафедре физики.
Жил на Кармеле.

## Научные интересы
Зак занимался симметриями в квантовой механике и физике твёрдого тела, топологическими фазами, конечными фазовыми пространствами в квантовой механике, решётками фон Неймана и магнитооптикой. В 1967 году открыл «представление kq», также известное как «преобразование Зака». Под его редакцией вышла монография о неразложимых представлениях пространственных групп. В начале 1970-х возглавлял Институт твёрдого тела в Технионе.
Заку принадлежит открытие топологической фазы зонной структуры в твёрдых телах, известной как «фаза Зака», частицы «фермион Брауна-Зака», открытия в квантовой физике. В 1980-е годы Зак исследовал, среди прочего, роль фазы Берри в зонных структурах твёрдых тел.

## Награды и признание
- 2014 — Медаль Вигнера[нем.] за работы по теории групп в физике[3][7].
- 2018 — избран членом Израильского физического общества «За вклад в физику твердого тела и особенно за открытие магнитной группы трансляций, введение „представления kq“ и открытие „фазы Зака“».
- 2022 (февраль) — Премия Израиля в области физики и химии[8]

## Семья
Родители — Мендель Абрамович Жак (пол. Mendel Zak, 1889—1942) и Цыма (Сима) Герцевна Шабад (пол. Cyma Szabad, 1896—1942). В семье было пятеро сыновей и дочь, Иегошуа Зак был младшим ребёнком.
Жена (1978—1995) — Рита Люблинер, сыновья Бен-Цион и Шабад.

## Избранные публикации
- Zak J. Magnetic translation group // Physical Review. — 1964. — Vol. 134. — P. A1602-A1606. — doi:10.1103/PhysRev.134.A1602.
- Zak J. Magnetic translation group. II. Irreducible Representations // Physical Review. — 1964. — Vol. 134. — P. A1607-A1611. — doi:10.1103/PhysRev.134.A1607.
- Zak J. Finite translations in solid-state physics // Physical Review Letters. — 1967. — Vol. 19. — P. 1385-1387. — doi:10.1103/PhysRevLett.19.1385.
- Zak J. Stark ladder in solids? // Physical Review Letters. — 1968. — Vol. 20. — P. 1477-1481. — doi:10.1103/PhysRevLett.20.1477.
- Zak J. Dynamics of electrons in solids in external fields // Physical Review. — 1968. — Vol. 168. — P. 686-685. — doi:10.1103/PhysRev.168.686.
- Zak J. Berry’s phase for energy bands in solids // Physical Review Letters. — 1989. — Vol. 62. — P. 2747-2750. — doi:10.1103/PhysRevLett.62.2747.
- Zak J., Moog E.R., Liu C., Bader S.D. Universal approach to magneto-optics // Journal of Magnetism and Magnetic Materials. — 1990. — Vol. 89. — P. 107-123. — doi:10.1016/0304-8853(90)90713-Z.
- Zak J., Moog E.R., Liu C., Bader S.D. Magneto-optics of multilayers with arbitrary magnetization directions // Physical Review B. — 1991. — Vol. 43. — P. 6423-6429. — doi:10.1103/PhysRevB.43.6423.